# Село Юматовского Сельхозтехникума
Юма́товского Сельхозте́хникума (баш. Йоматау сельхозтехникумы) — село в Уфимском районе Республики Башкортостан Российской Федерации. Входит в состав Юматовского сельсовета.

## География

### Географическое положение
Расстояние до:
- районного центра (Уфа): 37 км,
- центра сельсовета (Село санатория Юматово имени 15-летия БАССР): 1 км,
- ближайшей ж/д станции (Пионерская): 1 км.

## Население
| 2002 | 2009 | 2010 |
| ---- | ---- | ---- |
| 681  | ↘353 | ↗355 |